# Benito Jerónimo Feijóo e Montenegro
Benito Jerónimo Feijóo e Montenegro (ur. 8 października 1676 w Casdemiro (prow. Orense) – zm. 26 września 1764 w Oviedo) – hiszpański mnich, filozof, przedstawiciel hiszpańskiego katolickiego Oświecenia i myśliciel polityczny.
W wieku 14 lat wstąpił do zakonu Benedyktynów. Naukę pobierał w Galicji, Leonie i na uniwersytecie w Salamance. W 1709 został profesorem filozofii i teologii na uniwersytecie w Oviedo. W mieście tym przebywał i nauczał aż do śmierci.
Uważany jest za pierwszego eseistę w literaturze hiszpańskiej i zaliczany do tzw. pierwszego pokolenia hiszpańskiego Oświecenia, czyli pisarzy i myślicieli aktywnych w latach 1720-1750, podobnie jak np. Gregorio Mayáns y Siscar. Publikować zaczął dopiero około 1725 r., mając prawie pięćdziesiąt lat. Pisał przede wszystkim eseje, które sam nazywał "dyskursami". Składały się one na dwie główne serie: Teatro crítico universal (8 tomów w latach 1726-1739 i Suplement (1740), zawierające 118 artykułów) i Cartas eruditas y curiosas (5 tomów w latach 1742-1760, 164 listy).
Jego twórczość miała przede wszystkim charakter edukacyjny i popularyzatorski, typowy dla okresu Oświecenia. Podejmował najróżniejsze różne tematy: prawo, edukacja, medycyna, historia, ale także zjawiska takie jak duchy, magia czy horoskopy. Za główny cel stawiał sobie walkę z przesądami i ignorancją, w nadziei na podniesienie poziomu kulturalnego i intelektualnego społeczeństwa hiszpańskiego. Propagował nowe odkrycia w dziedzinie nauk ścisłych i przyrodniczych oraz wynalazki techniczne. Jego postawę intelektualną cechował racjonalizm i empiryzm, sądził jednak, że kwestie wiary i religii powinny być wyłączone spod oceny rozumowej.
Swymi pracami wywoływał zażarte spory i był celem licznych krytyk. Zostały one powstrzymane edyktem króla Hiszpanii Ferdynanda VI wydanym w roku 1750.
Był autorem powiedzenia o Machiavellim: Połowa Ziemi przeklina jego nauki, lecz prawie wszyscy działają zgodnie z nimi.